# Einsteinen
Als Einsteinen bezeichnet man das Vergraben bzw. Abdecken von Tierkadavern mit Steinen in unzugänglichen Gebieten, wie im Gebirge.
Eigentlich müssen verendete Tiere laut Nebenproduktegesetz in eine Tierkörperbeseitigungsanstalt zur unschädlichen Beseitigung verbracht werden. Ausnahmen bestehen gemäß Art. 19 der Verordnung (EU) Nr. 1069/2009 für entlegene Gebiete.
Wer ein Tier, beispielsweise eine auf der Alm abgestürzte Kuh einsteinen will, muss dies aber erst von der zuständigen Kreisverwaltungsbehörde genehmigen lassen. Für die Erteilung der Genehmigung durch den Amtstierarzt sind Kriterien wie Gefahren für die Trinkwasserversorgung, tatsächlich unmögliche Bergung des Kadavers oder auch tierseuchenrechtliche Bedenken von Belang.
Kann eine Genehmigung nicht erteilt werden, ist es auch immer wieder möglich, dass eine tote Kuh mit einem Hubschrauber geborgen werden muss, wenn keine andere Möglichkeit besteht.

## Andere Bedeutungen
Ursprünglich bezeichnete das Wort Einsteinen allgemein das Umhegen eines naturräumlichen Bereichs oder Gebietes mit Steinen.
Außerdem wird der Ausdruck als Bezeichnung für einen Arbeitsschritt bei der traditionellen Trocknung von Pergament und von Trommelfellen der Membranophone verwendet.